# Hilara neglecta
Hilara neglecta är en tvåvingeart som beskrevs av Frey 1952. Hilara neglecta ingår i släktet Hilara och familjen dansflugor. Inga underarter finns listade i Catalogue of Life.